# Nová synagoga (Tarnów)
Nová synagoga v Tarnowě v Malopolském vojvodství byla zdejším největší židovskou synagogou.
Budova byla vystavěna v letech 1865 až 1908. Její výstavba trvala velmi dlouho, a to vzhledem k nedostatku finančních prostředků. Po svém otevření byla pojmenována po rakousko-uherském císaři Františku Josefu I. Místní židovské komunitě sloužila až do druhé světové války; tehdy (konkrétně v listopadu 1939) synagogu zapálili němečtí fašisté, již Polsko napadli. Požár trval tři dny, avšak budova se nezřítila, a tak ji museli nakonec zničit výbušninami. Dnes již tuto synagogu připomíná pouze pamětní deska, jež byla na místo, kde budova stála, umístěna v roce 1993.